# 載人火星任務

藝術家想像中的火星人類定居地。

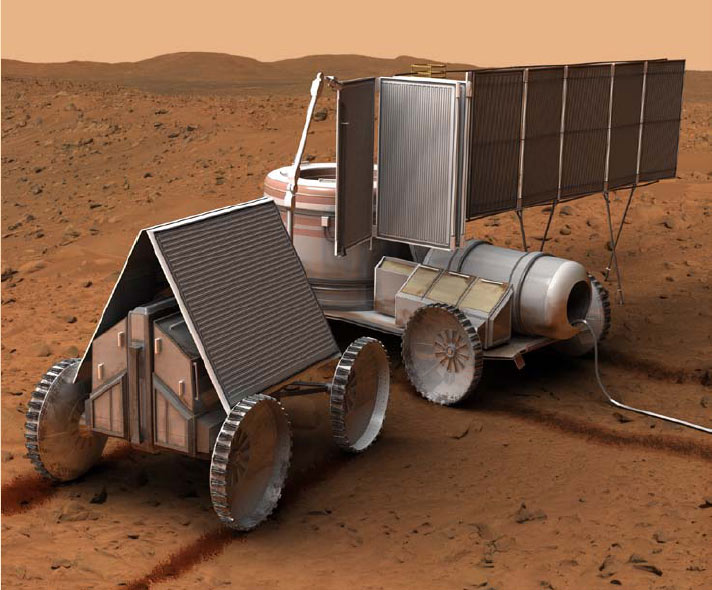
太陽能為載人火星任務可能的能量補給來源。

載人火星任務是20至21世紀的太空科學及工程學研究目標，也是科幻小說的主題之一。最終目標不僅是讓人類登陸火星，而且包括火星殖民（包括火衛一及火衛二在內）及火星地球化。
人類最初從1950年代開始研究載人火星任務的可行性，並預計在10至30年內實現此一目標。各國許多太空研究機構都計劃完成此一目標，包括美國太空總署、歐洲太空總署在內。美國在2010年取消2020年預計執行的載人月球任務，轉而支持2025年預計執行的載人小行星任務與2030年預計執行的載人火星任務。另外，中國計劃在2030年先建成月球基地，作為載人登陸火星的試點。

## 挑戰
想要完成載人火星任務，必須解決幾個關鍵問題：
1. 人體暴露在高度宇宙射線及游離輻射下所產生的物理影響[2][3]
2. 長期處於低重力的環境下對人體造成的物理影響，例如視力喪失[4][5][6]
3. 長期處於昏暗環境下對人體造成的物理影響
4. 遠離地球所造成的心理影響
5. 缺乏與地球社會間的聯繫所造成的心理影響
6. 幾位太空人長期生活在封閉空間所造成的影響
7. 缺乏醫療設備

HUMEX研究已經將這些議題做過統計。Ehlmann教授等人已經考慮過政治、經濟、科技及生物等方面對於載人火星任務的議題。載人火星任務所需的燃料對於科學家是一個挑戰，使用甲烷與氧可以製造出水及二氧化碳。

### 發射窗口
將太空船從地球發射至火星需要轉移軌道，每26個月會有一次合適的發射窗口。在20世紀中，1969與1971年的發射窗口及1986年與1988年的發射窗口所需的轉移軌道能量較少
，大約每15年重複一次。霍曼轉移軌道途中只需兩次引擎推進，相對地節省燃料。柯爾可拋射是另一種轉移軌道方式，這兩種方式大不相同。傳統的火星探測計畫需要400至450天在圓形軌道上飛行。但是火星探測計畫最快只需要245天就可以抵達火星。

## 構想

### 20世紀
火箭專家華納·馮·布朗是歷史上首位著手研究火星探測科技的人，《火星計劃》與一些後續的著作內詳細記錄著他的構想。沃纳·冯·布劳恩計畫將近千個三段式火箭從地球發射升空，隨後在近地球軌道上建造太空站，从而为后续的火星探测铺平道路。
Aeronutronic Ford、通用動力公司及洛克希德公司在1962年曾研究一項火星探測計畫，它也是馬歇爾太空飛行中心主導的帝國計畫的一部分。雖然帝國計畫只是構想，但是該計畫也是美國太空總署首次詳細探討載人火星任務的可能性。
沃纳·冯·布劳恩在阿波羅計畫成功後，曾提出一項載人火星任務計畫來主導載人太空任務。他計畫使用農神5號運載火箭將核熱力火箭發射升空（NERVA計畫）。後來美國總統尼克森取消該計畫，轉而支持發展太空梭。
蘇聯火箭專家吉洪拉沃夫曾經提出火星飛行複合計畫，該計劃於1956年至1962年間運作，預計使用N1運載火箭將太空船發射升空。
蘇聯在1960年代設計TMK計畫，準備發射載人太空船至火星與金星，但是不登陸地表。TMK計畫預計在1971年發射，在為期三年的旅程中，將利用火星進行重力拋射，並釋放出探測器。蘇聯意圖發展TMK計畫來對抗美國的載人登月計畫，但是該計畫因為N1運載火箭發射失敗被迫放棄。
火星探測複合計畫是蘇聯另一個火星探測計畫，準備將太空人花費630天的時間完成火星探測。
科羅拉多大學博爾德分校在維京號登陸火星後，曾於1981年至1998年間進行一項稱為「Case for Mars」的計劃。該計劃從火星返回地球時使用火星資源來當作火箭燃料，而且後來在美國太空航行學會（American Astronautical Society）出版的書籍中公佈。一些後續的概念沿用了「Case for Mars」計劃的設計，包含羅勃·祖賓（Robert Zubrin）的「火星直击」概念及杰弗里·兰迪斯的「火星足跡」概念。
美國太空總署在1989年曾進行所謂的宇宙探索計劃（Space Exploration Initiative），準備在國際太空站完成後進行月球及火星探測任務。這項研究被稱為90天研究計畫，後來外界批評該計劃太過複雜且昂貴，最终研究經費遭到刪除。
因為火星與地球之間的距離，所以火星載人探測任務比月球載人探測任務更加危險且昂貴。火星載人探測任務必須攜帶2至3年的燃料，而且太空船必須能夠抵擋至少部分的宇宙輻射。羅勃·祖賓與大衛·貝克在1990年提出一份論文，計畫使用火星大氣層氣體來當作火箭燃料，藉此減輕太空船的重量及成本。後來羅勃·祖賓將這個概念發展成「火星直击」構想，並於1998年創辦火星學會（Mars Society）來提倡該計劃。
國際太空大學於1991年在法國土魯斯研究國際載人火星任務 ，計畫使用核子動力探測器將太空人送至火星 。
美國太空總署在1990年代曾設計幾個火星載人任務，其中一個是火星設計參考3.0計畫。該計畫由強森太空飛行中心執行，內容描述火星載人任務的運作及技術概念。火星設計參考計畫沿用之前的設計概念，包括祖賓使用火星大氣層氣體的構想。

### 21世紀
俄羅斯計畫的火星領航軌道站計畫使用核反應爐，該計畫草案在2005年曝光。計畫設計於2012年完成，2021年完成太空船建造。歐洲太空總署規劃的曙光女神計劃是長期的火星載人探測，預計在2030年將人類送上火星。ExoMars及NEXT是曙光女神計劃早期的旗艦任務。美國總統乔治·沃克·布什在2004年1月宣佈一項載人探測計畫，稱為太空探測願景。計劃於2012年在月球建造前哨基地，2010年至2020年的前期計劃將由Adringa等人研發相關科技。美國太空總署署長邁克爾·格里芬予2007年9月24日暗示將在2037年進行火星載人探測。從太空科學任務發展至火星載人探測所需的資金約為110億美元。美國太空總署認為從月球發射太空船至火星可以減少成本。
德國火星學會計畫使用改良後的亞利安5號運載火箭來進行火星載人探測，大約發射5次火箭可將5名太空人送入太空，展開為期1200天的探測任務。
因為太空人從火星地表返回地球是載人火星任務中最困難的環節之一，所以單程載人火星任務曾多次被提出。科學家曾在1998年國際太空發展會議中提出單程載人火星任務 ，想要在首次載人火星任務中建造永久的太空站。科學家認為單程載人火星任務難度及成本較低，因為太空人不需要返回地球。一位美國太空總署的工程師在2006年提出一個概念：只送一位太空人前往火星建造永久的太空站，後來許多媒體都報導這項消息，包括《哈潑斯》 、《紐約時報》、《太空總覽》及《探索雜誌》。阿波羅11號太空人巴兹·奥尔德林也支持人類在火星上居住。
美國太空總署在2009年的報告中，提出使用戰神五號運載火箭來發射獵戶座太空船的構想。美國總統贝拉克·奥巴马在2010年4月15日曾在甘迺迪太空中心發表演說，認為美國在2030年代中期可以將太空人送至火星軌道上，隨後讓太空人登陸火星。美國國會也支持美國太空總署新的發展方向，取消布什總統的2020年月球探測計畫，轉而計畫在2025年進行小行星探測及2030年代進行火星探測。2015年10月8日，美國NASA發表登陸火星計劃（Journey to Mars）三步走：依賴（Earth Reliant）、試驗場（Proving Ground）、獨立（Earth Independent）。
俄羅斯與欧州合作的火星-500在2011年11月4日順利完成。俄羅斯在2000年7月完成載人火星任務所需的生物科技設備。太空X製造的低成本火星登陸艙紅龍號太空船正在研發中，它改良自天龍號太空船。這種概念將應用於美國太空總署預計在2018年發射的探測器中，主要目標是偵測火星生命是否存在 。
荷蘭私人公司所主導的火星探測計畫火星一號，目的是在火星建立永久殖民地。火星一號計畫在2016年發射通訊衛星前往火星，2018年發射探測車登陸火星，最終在2023年建立永久殖民地。四位太空人將會兩年前往火星一次。殖民地的能源來自3,000片太陽能板。
根据2025年中国国家航天局探月与航天工程中心在联合国外空司会议的演讲，中国预计在2040年代开展载人火星任务。

## 外部連結
- Human Exploration of Mars: The Reference Mission Design Reference Mission 1.0
- Reference Mission Version 3.0, Addedum to Human Exploration of Mars Design Reference Mission 3.0
- Mars Expeditions & Flybys & Selected Flybys  List of most manned mission projects to Mars
- a longer bibliography can be found in the bibliography of Portree's book, available in pdf format from NASA.